# Métissage zootechnique
En zootechnie, le métissage est une méthode de reproduction qui consiste à accoupler des reproducteurs métis entre eux, ceux-ci étant par définition issus de croisements, c'est-à-dire  d'accouplements entre des reproducteurs de races différentes.
Le métissage est utilisé essentiellement pour la création de races ou de souches en étant associé à une sélection plus ou moins consanguine. Le croisement préalable au métissage crée en effet une hétérogénéité génétique associée à l'hétérozygotie, nécessaire pour l'obtention des caractères à combiner. La sélection plus ou moins consanguine qui lui fait suite, associée au métissage, vise à retrouver de l'homogénéité génétique (via l'homozygotie) nécessaire pour la fixation du type zootechnique recherché et la transmission régulière des caractères fixés.

## Métissage animal
Le métissage a été utilisé tout particulièrement dans la création de nouvelles races à partir de croisements entre des femelles de races autochtones avec des mâles de races étrangères, anglaises le plus souvent. On peut citer :
- chez les chevaux : l'Anglo-arabe, le Selle français,
- chez les moutons : l'Île-de-France, la Charmoise,
- chez les bovins : la Maine-Anjou aujourd'hui appelée Rouge des prés,
- beaucoup de races canines tels les retrievers.

Historiquement cette méthode de reproduction et de sélection a été opposée, dans la deuxième moitié du XIXe siècle, à la sélection dans l'indigénat visant à l'amélioration de la race locale sans recours à du sang étranger (donc sans croisement et sans métissage), comme cela a été le cas pour la race bovine Limousine.

## Métissage végétal
Le métissage concerne le croisement entre deux variétés de la même espèce. Dans le cas de croisement entre espèces différentes n parle d'hybrides. 
le métissage est à l'origine de la création d'un grand nombre de variétés fruitières, légumières ou florales.